# Joseph Fiala

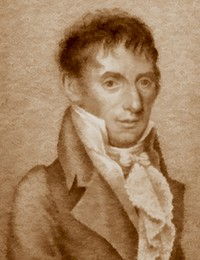
Joseph Fiala

Joseph Fiala (* 2. März 1748 in Lochovice, Böhmen; † 31. Juli 1816 in Donaueschingen) war ein böhmischer Oboist, Cellist und Komponist.
Er erhielt eine Ausbildung als Oboist und Cellist und wurde 1774 als Oboist in der Kapelle des Fürsten Kraft Ernst von Oettingen-Wallerstein angestellt. 1777 wechselte er in die Münchener Hofkapelle. Dort lernte er Wolfgang Amadeus Mozart kennen, mit dem ihn eine lebenslange Freundschaft verbinden sollte. Mozart äußerte über Stücke von Fiala: „Ich muß sagen daß sie recht hübsch sind; er hat gute gedancken.“ Vermutlich durch Fürsprache Mozarts wurde Fiala 1778 Mitglied der Kapelle des Erzbischofs Hieronymus von Colloredo-Mannsfeld. Von da an widmete er sich mehr dem Cellospiel und war 1784 Solocellist in der ersten Salzburger Aufführung von „Die Entführung aus dem Serail“. 1785 folgte Fiala Mozart nach Wien. Später war er in St. Petersburg engagiert, bevor er 1792 Violoncello-Virtuose des Fürsten Benedikt zu Fürstenberg in Donaueschingen wurde.

## Werke
- Acht Symphonien
- Solokonzerte für verschiedene Instrumente
- Eine Messe
- Kammermusik in unterschiedlichen Besetzungen.